# Lekkoatletyka na Letnich Igrzyskach Olimpijskich 1924 – sztafeta 4 × 400 m mężczyzn
Bieg sztafetowy 4 × 400 metrów mężczyzn – jedna z konkurencji lekkoatletycznych rozgrywanych podczas igrzysk olimpijskich w Paryżu. Zawody odbyły się 12 i 13 lipca 1924 roku.

## Rekordy
Tabela uwzględnia rekordy uzyskane przed rozpoczęciem rywalizacji.
|                   | Zawodnicy                                                       | Wynik  | Miejsce   | Data          |
| ----------------- | --------------------------------------------------------------- | ------ | --------- | ------------- |
| Rekord świata     | (Mel Sheppard, Edward Lindberg, Ted Meredith, Charles Reidpath) | 3:16,6 | Sztokholm | 15 lipca 1912 |
| Rekord olimpijski | (Mel Sheppard, Edward Lindberg, Ted Meredith, Charles Reidpath) | 3:16,6 | Sztokholm | 15 lipca 1912 |

## Wyniki

### Runda eliminacyjna
Po dwie najlepsze drużyny z każdego biegu zakwalifikowały się do półfinałów.
Bieg 1
| Pozycja | Państwo | Zawodnicy                                                       | Czas   | Uwagi |
| ------- | ------- | --------------------------------------------------------------- | ------ | ----- |
| 1.      | Francja | Raymond Fritz, Gaston Féry, Francis Galtier, Barthélémy Favodon | 3:30,0 | Q     |
| 2.      | Szwecja | Artur Svensson, Erik Byléhn, Gustaf Wejnarth, Nils Engdahl      | 3:37,5 | Q,    |

Bieg 2
| Pozycja | Państwo         | Zawodnicy                                                           | Czas   | Uwagi |
| ------- | --------------- | ------------------------------------------------------------------- | ------ | ----- |
| 1.      | Wielka Brytania | Edward Toms, George Renwick, Richard Ripley, Guy Butler             | 3:22,0 | Q     |
| 2.      | Włochy          | Guido Cominotto, Luigi Facelli, Alfredo Gargiullo, Ennio Maffiolini | 3:30,0 | Q,    |
| 3.      | Finlandia       | Erik Åström, Hirsch Drisin, Eero Lehtonen, Erik Wilén               | 3:32,2 |       |

Bieg 3
| Pozycja | Państwo           | Zawodnicy                                                              | Czas   | Uwagi |
| ------- | ----------------- | ---------------------------------------------------------------------- | ------ | ----- |
| 1.      | Stany Zjednoczone | Commodore Cochran, William Stevenson, Oliver MacDonald, Alan Helffrich | 3:27,0 | Q     |
| 2.      | Kanada            | Horace Aylwin, Alan Christie, David Johnson, Billy Maynes              | 3:34,5 | Q,    |

### Finał
| Pozycja | Państwo           | Zawodnicy                                                              | Czas   | Uwagi |
| ------- | ----------------- | ---------------------------------------------------------------------- | ------ | ----- |
| złoto   | Stany Zjednoczone | Commodore Cochran, William Stevenson, Oliver MacDonald, Alan Helffrich | 3:16,0 | WR    |
| srebro  | Szwecja           | Artur Svensson, Erik Byléhn, Gustaf Wejnarth, Nils Engdahl             | 3:17,0 |       |
| brąz    | Wielka Brytania   | Edward Toms, George Renwick, Richard Ripley, Guy Butler                | 3:17,4 |       |
| 4       | Kanada            | Horace Aylwin, Alan Christie, David Johnson, Billy Maynes              | 3:22,8 |       |
| 5       | Francja           | Raymond Fritz, Gaston Féry, Francis Galtier, Barthélémy Favodon        | 3:23,4 |       |
| -       | Włochy            | Guido Cominotto, Luigi Facelli, Alfredo Gargiullo, Ennio Maffiolini    | 3:28,0 |       |